# Arpin (condado de Wood, Wisconsin)
Arpin es un pueblo ubicado en el condado de Wood en el estado estadounidense de Wisconsin. En el Censo de 2010 tenía una población de 929 habitantes y una densidad poblacional de 10,87 personas por km².

## Geografía
Arpin se encuentra ubicado en las coordenadas 44°33′18″N 90°1′18″O / 44.55500, -90.02167. Según la Oficina del Censo de los Estados Unidos, Arpin tiene una superficie total de 85.43 km², de la cual 85.43 km² corresponden a tierra firme y (0%) 0 km² es agua.

## Demografía
Según el censo de 2010, había 929 personas residiendo en Arpin. La densidad de población era de 10,87 hab./km². De los 929 habitantes, Arpin estaba compuesto por el 99.46% blancos, el 0.11% eran afroamericanos, el 0% eran amerindios, el 0% eran asiáticos, el 0% eran isleños del Pacífico, el 0% eran de otras razas y el 0.43% pertenecían a dos o más razas. Del total de la población el 1.08% eran hispanos o latinos de cualquier raza.